# Angolatitan
Angolatitan is een plantenetend geslacht van sauropode dinosauriërs, behorend tot de groep van de Titanosauriformes dat tijdens het late Krijt leefde in het gebied van het huidige Angola. De enige benoemde soort is de typesoort Angolatitan adamastor.

## Ontdekking en naamgeving
Op 25 mei 2005 ontdekten Octávio Mateus en Louis L. Jacobs aan de kust bij Iembe het fossiel van een sauropode. In 2006 werd het opgegraven, mede met hulp van Anne Schulp, een paleontoloog van het Natuurhistorisch Museum Maastricht die eigenlijk aan het project meewerkte om Mosasauridae te vinden. In 2011 werd de soort benoemd door Mateus, Jacobs, Schulp, Michael Polcyn, Tatiana Tavaress, André Buta Netos, Maria Luísa Moraiss en Miguel Antunes. De geslachtsnaam verbindt Angola met de Titaan uit de Griekse mythologie. De soortaanduiding verwijst naar Adamastor, een zeereus uit de legenden van de Portugese zeevaarders die de zuidelijke Atlantische Oceaan onveilig zou maken. Schulp is de eerste Nederlander die althans medenaamgever is van een Mesozoïsche dinosauriër.
Het holotype heeft nog geen officieel inventarisnummer omdat het nog niet is opgenomen in een museumcollectie. Het veldnummer is MGUANPA-003. Het is gevonden in de Tadilagen, zeeafzettingen van de Itombeformatie die dateren uit het late Turonien, ongeveer negentig miljoen jaar oud. Het bestaat uit een gedeeltelijk skelet zonder schedel. Bewaard zijn gebleven een complete rechtervoorpoot inclusief rechterhelft van de schoudergordel. Van de middenhandsbeenderen is het eerste, derde en vierde nog aanwezig.

## Beschrijving
Angolatitan is een middelgrote sauropode met een geschatte lengte van dertien meter.
De beschrijvers wisten enkele onderscheidende kenmerken vast te stellen. De achterrand van het schouderblad heeft onderaan een zwelling op een kwart van de schachtlengte, welke nog voor de processus acromialis is gelegen. Het opperarmbeen heeft een in een scherpe punt uitlopende rand aan de binnenste bovenzijde. Die bovenzijde heeft aan de buitenkant een rechte hoek. De ellepijp heeft een bovenprofiel dat aan de binnenste voorzijde een uitsteeksel heeft. De onderkant van het eerste middenhandsbeen heeft een achterste gewrichtsfacet dat twee splintervormige uitsteeksels heeft.
Het schouderblad heeft een geschatte lengte van 105 centimeter. Het opperarmbeen is 1,1 meter lang en de ellepijp 69 centimeter. De middenhand is relatief lang met een lengte van zo'n dertig centimeter. Een vijfde middenhandsbeen was vermoedelijk bij het levende dier wel aanwezig.

## Fylogenie
Volgens een cladistische analyse bevindt Angolatitan zich binnen de Titanosauriformes basaal in de Somphospondyli. Dit is opmerkelijk omdat andere Afrikaanse sauropoden van die ouderdom alle tot de meer afgeleide Titanosauria behoren.

## Levenswijze
Het vondstgebied was in het late Krijt vermoedelijk een droge woestijn. Angolatitan zou volgens de beschrijvers daarom een gespecialiseerde "woestijnsauropode" geweest zijn, aangepast aan een leven met weinig water.